# Nyråd
Nyråd er en by på Sydsjælland med 2.524 indbyggere  (2025), beliggende 23 km sydvest for Præstø, 14 km vest for Kalvehave, 5 km vest for Stensved og 4 km øst for centrum af Vordingborg, som Nyråd næsten er vokset sammen med – kun 1 km land skiller de to byer.
Nyråd hører til Vordingborg Kommune og ligger i Region Sjælland. Byen hører til Vordingborg Sogn med Vor Frue Kirke i Vordingborg. I byen ligger den 4 ha store Hulemose Sø.

## Faciliteter
- Kulsbjerg Skole har 635 elever, fordelt på 3 afdelinger: Nyråd med 192 og Mern med 70 elever. De kommer efter 6. klasse til Stensved, som har 373 elever, fordelt på 0.-9. klassetrin. Alle 3 afdelinger har skoleklub for 0.-6. årgang.[2]
- Nyråd Idrætsforening med ca. 500 medlemmer tilbyder bordtennis, petanque, badminton, fodbold, løb og triathlon. Foreningen  benytter Vintersbøllehallen.[3]
- Plejecenter Vintersbølle har 80 boliger, heraf 70 etværelses, 3 toværelses til par og 7 aflastningspladser af 3 forskellige størrelser. Der er reserveret pladser til demente.[4]
- Nyråd har afkørsel på Sydmotorvejen med pendlerparkering.
- Byen har supermarked og pizzeria.

## Historie
Nyråd havde station på Kalvehavebanen (1897-1959), der gik mellem Vordingborg og Kalvehave. Stationsbygningen, der var tegnet af arkitekt Heinrich Wenck, er bevaret på Nyråd Stationsvej 5. 4 km af banens tracé er blevet til Bakkebøllestien fra Nordhavnsvej i Vordingborg til Lergravvej i Bakkebølle – gennem Nyråd fungerer den som skolesti langs bydelen Vintersbølle, hvor skolen ligger.
I 1898 var Nyråd delt i to af landevejen til Kalvehave: syd for hørte byen til Vordingborg Købstad, nord for hørte den til Vordingborg Landsogn i Bårse Herred og blev beskrevet således: "Nyraad (gml. Form Nyæruth, Nyerød) med Skole og Forskole, Asyl (opr. 1878), Andelsmejeri (Brænderigaarden), Mølle, Teglværk, Købmandshandel, Bryggeri, Telefonstation m. m. og Station paa Kallehave Banen".
Det gamle navn Nyerød betød ny skovrydning, som giver plads til bebyggelse. Det nyere navn Nyråd stammer fra nyt råd og hentyder til et råd, nedsat af Christian 4. i 1693 for at sikre beskyttelsen af Sjællands sydlige spids.